# Charles Adderley, 1:e baron Norton
Charles Bowyer Adderley, 1:e baron Norton, född den 2 augusti 1814, död den 28 mars 1905, var en engelsk politiker.
Adderley var 1841-78 konservativ medlem av underhuset, februari 1858-juni 1859 medlem av lord Derbys andra ministär, som president i sundhetsrådet (board of health) och vice president i undervisningskommittén inom Privy Council, samt blev juli 1866 understatssekreterare för kolonierna i lord Derbys tredje ministär. 
Som sådan genomdrev han i underhuset antagandet av lagen om federativ förening av kolonierna i Brittiska Nordamerika 1867. Han behöll sitt ämbete även under Benjamin Disraeli och avgick med hela ministären i december 1868. Kort därpå fick han knightvärdighet ("sir Charles Adderley"). 
I Disraelis andra ministär var Adderley handelsminister från februari 1874 till mars 1878, då han avgick och som baron Norton fick säte i överhuset. Han genomförde 1876 en lag om skärpta kontrollbestämmelser rörande fartygs sjövärdighet (Merchant Shipping Act), vartill initiativet tagits av den liberale underhusledamoten Samuel Plimsoll. 
Som vän till E.G. Wakefield deltog Adderley i grundläggandet av den kyrkliga kolonin Canterbury på Nya Zeeland, och sina idéer om koloniernas självstyrelsekraf framställde han bland annat i The Present Relations of England with her Colonies (1861; ny upplaga 1862) och Imperial Fellowship of Selfgoverned Colonies (1907). Han  skrev ytterligare bland annat High and Low Church (1892) och Socialism (med ett kristligt socialt reformprogram, 1895).